# Tikoloshanes eretiformis
Tikoloshanes eretiformis es una especie de coleóptero adéfago de la familia Dytiscidae. Es el único miembro del género monotípico Tikoloshanes.